# ウィリアム・ジェファーソン・ブライス・ジュニア
ウィリアム・ジェファーソン・ブライス・ジュニア（William Jefferson "Bill" Blythe, Jr.、1918年2月27日 - 1946年5月17日）は、元アメリカ合衆国大統領ビル・クリントンの父。

## 人生
シャーマンの貧しい農家ウィリアム・ジェファーソン・ブライス・シニア(1884–1935)とその妻ルー・Birchie・エアーズ(1893–1946)の9人の子供の一人として生まれた。イングランド系アメリカ人かつスコットランド系アメリカ人で、13植民地の時代から北米に居住していた家系である。1935年12月、18歳の誕生日を迎えるすぐ前に、バージニア・アデル・ガッシュと結婚した。しかし、13ヶ月以内に離婚した。彼らには離婚後に宿った息子、ヘンリー・レオン・ブライスがいた。 ヘンリーは後に、継父、チャールズ・Ritzenthalerの姓を名乗った。
1940年12月29日に、元妻の妹ミニー・フェイ・ガッシュと結婚した。結婚は、1941年4月に破棄された。1941年5月3日に、ジャクソン郡でカンザスシティのWanetta・エレン・アレキサンダーと3度目の結婚をした。彼女との間には、フェイとの結婚中に子供を宿していた。彼らの子供、シャロン・リー・ブライス（後にペティジョン）は、8日後の1941年5月11日に誕生した。彼らは1944年4月13日に離婚した。
1943年9月3日にヴァージニア・デル・キャシディと4回目の結婚をした。1945年に妊娠し、息子ビルを出産した。ビルが生まれる前に、ブライスは自動車事故で死亡した。後にヴァージニアはロジャー・クリントン・シニア と再婚した。ヴァージニアは50年後の父の日にワシントン・ポストがブライスについての広範な記事を掲載するまで、ブライスの以前の結婚について知らなかった。

## 仕事
ブライスは第二次世界大戦で兵役に就き、エジプトやイタリアに駐留した。ジープや戦車の修理をしていた。戦後、アーカンソー州 ホープへ戻り、妻と暮らした。復員直後に、シカゴの家を買った。バージニアが妊娠すると、シカゴに引っ越した。シカゴでは、昔の務めていた重機修理を行うManbee Equipment Companyの巡回セールスマンの仕事に戻った。

## 事故死
1946年5月17日に、シカゴからホープ (アーカンソー州)に移動中、運転していた1942年型ビュイックがサイクストン (ミズーリ州)郊外のU.S. Highway 60でタイヤの一つが吹き飛んだ後、コントロールを失った。車から投げ出されるも、まだ生きていたが、3フィートの水から引き揚げようとして排水溝で溺死した。享年28。3ヵ月後、ヴァージニアは、後の大統領ビル・クリントンを出産した。1950年に、 彼女はロジャー・クリントン・シニアと結婚した。ビルは 1962年に正式に継父の姓に改めた。

## 埋葬
ヘンプステッド郡ホープのRose Hill Cemeteryに埋葬された。1994年に、ヴァージニアは、彼のそばに埋葬された。クリントンの自伝では、溺死から埋葬まで広く言及されている。